# Затон (Пензенская область)
Зато́н — посёлок в Городищенском районе Пензенской области России. Входит в состав Турдакского сельсовета.

## География
Посёлок находится в восточной части Пензенской области, в лесостепной зоне, на левом берегу реки Сура, на расстоянии примерно 20 км (по прямой) к юго-западу от города Городище, административного центра района. Абсолютная высота — 186 м над уровнем моря.
Климат
Климат характеризуется как континентальный, с холодной зимой и жарким летом. Среднегодовая температура — 3,1 °C. Средняя температура воздуха самого холодного месяца (января) составляет −12,9 °C; самого тёплого месяца (июля) — 19 °C. Годовое количество атмосферных осадков — 673 мм, из которых 415 мм выпадает в период с апреля по октябрь. Снежный покров держится в среднем 146 дней.
Часовой пояс
Посёлок Затон, как и вся Пензенская область, находится в часовой зоне МСК (московское время). Смещение применяемого времени относительно UTC составляет +3:00.

## Население
| 1926 | 1930 | 1939 | 1959 | 1979 | 1989 | 1996 |
| ---- | ---- | ---- | ---- | ---- | ---- | ---- |
| 99   | ↗130 | ↗139 | ↗303 | ↘194 | ↘122 | ↘87  |
| 2002 | 2010 |      |      |      |      |      |
| ↗524 | ↘379 |      |      |      |      |      |

Половой состав
По данным Всероссийской переписи населения 2010 года, в гендерной структуре населения мужчины составляли 43,8 %, женщины — соответственно 56,2 %.
Национальный состав
Согласно результатам переписи 2002 года, в национальной структуре населения русские составляли 72 % из 524 чел.